# Mimohippopsis inaequalis
Mimohippopsis inaequalis är en skalbaggsart som beskrevs av Stefan von Breuning 1940. Mimohippopsis inaequalis ingår i släktet Mimohippopsis och familjen långhorningar. Inga underarter finns listade i Catalogue of Life.